# Окмалги (Оклахома)
Окмалги (англ. Okmulgee) — город и административный центр одноимённого округа в штате Оклахома в Соединённых Штатах Америки.
По данным переписи 2020 года, население города составляло 11 тысяч 322 человека.

## История
Окмалги был столицей Нации Маскоги с 1868 года, когда последняя была основана после Гражданской войны в США. Индейцы объединились с Конфедерацией во время войны и им затем пришлось заключить новый мирный договор с Соединёнными Штатами. Они приняли новую конституцию и избрали Сэмюэля Чекоте своим первым верховным вождём после войны.

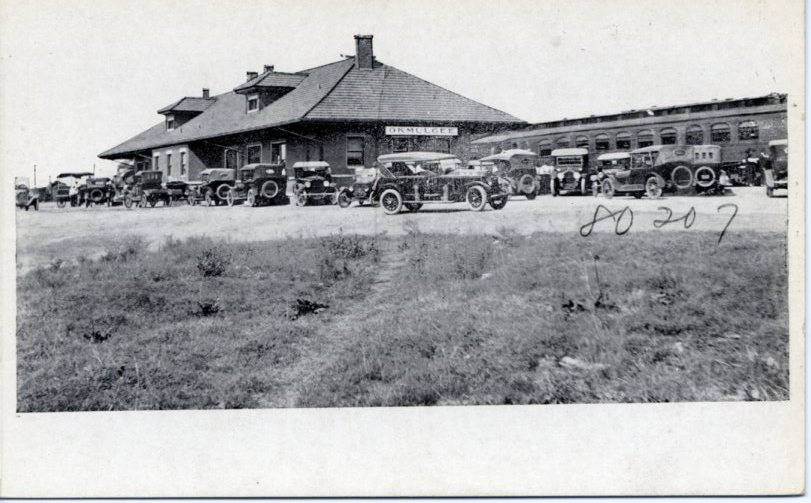
Ж/д станция Окмалги (≈ 1919)

В 1869 году в городе было открыто отделение Почтовой службы США (первоначально называвшееся англ. Okmulkee), а капитан Фредерик Б. Северс (англ. Frederick B. Severs) был назначен первым почтмейстером. Название почтового отделения было официально изменено на нынешнее написание 15 ноября 1883 года. В течение семи лет, начиная с 20 декабря 1870 года, Окмулги был резиденцией правительства всего того, что впоследствии стало штатом Оклахома, за исключением Панхэндла.
Окмалги стал транспортным центром после того, как железная дорога достигла города в 1900 году. Появление железного сообщения вызвало в городе строительный бум. К моменту обретения Оклахомой статуса штата в 1907 году в городе проживало 2322 жителя, и он был назван центром округа Окмулги.

## География
По данным Бюро переписи населения США, общая площадь города Окмалги составляет 33,8 квадратных миль (33,2 км2), всё это суша. 
Окмалги расположен в самом сердце «Зеленой страны», в северо-восточном квадранте штата Оклахома, в 38 милях к югу от Талсы и в 13 милях к северу от города Генриетта по шоссе US-75.